# Jonathan de Guzman
Jonathan Alexander de Guzman (Scarborough, 13 september 1987) is een in Canada geboren voetballer met de Nederlandse nationaliteit die bij voorkeur als middenvelder speelt. Hij tekende in juli 2022 bij Sparta. De Guzmán debuteerde in 2013 in het Nederlands voetbalelftal, nadat hij eerder op de Olympische Zomerspelen van 2008 al uitkwam voor het Nederlands Olympisch voetbalelftal. 

## Clubvoetbal

### Jeugd
De Guzmán is de zoon van een Filipijnse vader en een Jamaicaanse moeder. Hij woonde als kind met zijn oudere broer Julian en zijn eveneens oudere zus Jenelle in Scarborough, een tot 1998 zelfstandige stad, grenzend aan Toronto. Al van jongs af aan was De Guzmán bezig met voetbal. Vader Bobby de Guzman wilde eigenlijk dat Jonathan en Julian zouden gaan basketballen, maar hiervoor waren ze te klein. Hierdoor deden ze eigenlijk niets anders dan gezamenlijk voetballen, wat vervolgens door hun vader gestimuleerd werd.
Twee jaar nadat zijn broer naar Olympique Marseille vertrok, kreeg De Guzman op 12-jarige leeftijd eveneens de kans naar Europa af te reizen. Na een tip van landgenoot Brad Parker was Feyenoord in De Guzman geïnteresseerd geraakt en bood hem aan een aantal weken stage in Rotterdam te komen lopen. Op dat moment kende hij de club alleen van televisie, net als Ajax en PSV. Zijn ouders reisden met hem mee naar Rotterdam. Na de stageperiode mocht De Guzman drie jaar lang in Rotterdam blijven om zich verder te ontwikkelen bij Feyenoord.

### Feyenoord

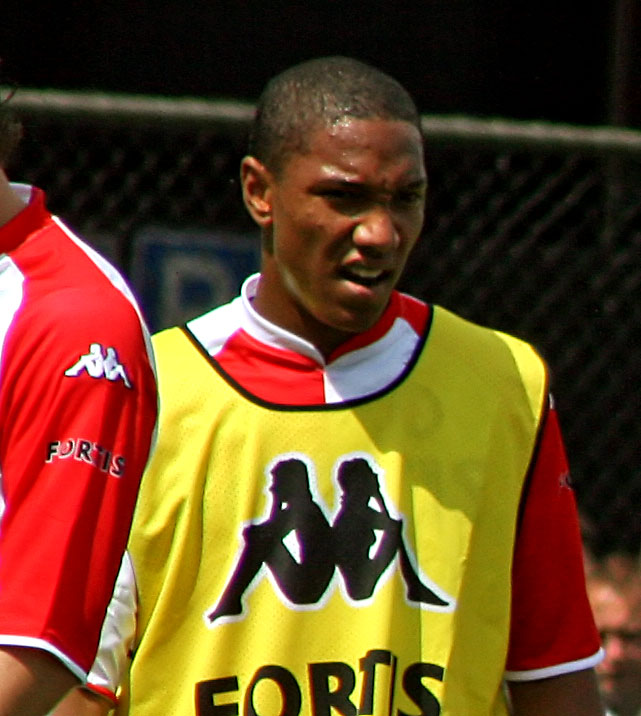
De Guzman tijdens een training van Feyenoord.

De drie jaar gingen voorbij in de jeugdopleiding van Feyenoord en De Guzman had een uitstekende indruk achtergelaten, waarna hij nogmaals drie jaar mocht blijven en zich verder mocht ontwikkelen. Het laatste seizoen in de A-jeugd werd hij uitverkozen tot grootste talent en werd hij tevens topschutter.
Aan het begin van het seizoen 2005/06 werd De Guzman door trainer Erwin Koeman bij de selectie van het eerste elftal van Feyenoord gehaald. De Guzman mocht echter voor zijn achttiende niet debuteren vanwege de internationale regelgeving omtrent jonge voetballers die uit het buitenland gehaald worden. Drie maanden lang trainde hij mee met de selectie van Feyenoord en hij maakte opnieuw vooruitgang. Vijf dagen na zijn achttiende verjaardag maakte hij zijn debuut in de hoofdmacht van Feyenoord.
Tegen sc Heerenveen mocht hij acht minuten voor tijd invallen en niet lang daarna mocht hij ook spelen in de UEFA Cup tegen Rapid Boekarest en binnen een aantal weken maakte hij zijn debuut in de basis. Door zijn prestaties werd zijn contract nog voor de jaarwisseling opengebroken en tot medio 2010 verlengd. Aan het eind van het seizoen 2009/10 vertrok hij transfervrij bij Feyenoord, aangezien hij geen nieuw contract meer wilde tekenen.

### Real Mallorca
De Guzman weigerde zijn contract bij Feyenoord te verlengen en wilde naar een club in de Primera División. In juli 2010 kreeg hij een driejarig contract bij RCD Mallorca dat hem transfervrij inlijfde, hoewel de club uitgesloten werd van deelname aan de UEFA Europa League wegens financiële redenen. Vooral de aanwezigheid van trainer Michael Laudrup was hierbij bepalend.
Door zijn goede optredens bij Real Mallorca, speelde hij zich al snel in de kijker bij grotere Spaanse clubs. Op 31 augustus 2011, enkele uren voor het verstrijken van de transferdeadline, werd dan ook bekend dat de Guzman de overstap zou maken naar Villarreal. Met deze transfer was circa 8,5 miljoen euro gemoeid.

### Villarreal
De Guzman maakte tien dagen later zijn debuut voor Villarreal in de thuiswedstrijd tegen Sevilla. Hij viel in de tweede helft in voor Javier Camuñas. Zijn eerste doelpunt voor Villarreal maakte hij in de UEFA Champions League wedstrijd tegen Bayern München.
Totdat trainer Juan Carlos Garrido werd ontslagen wegens tegenvallende prestaties, speelde De Guzman veel. Maar zijn opvolger José Francisco Molina zag het niet in hem zitten en stelde hem dan ook maar weinig op. Hierdoor begon De Guzman zich steeds meer uit te kijken naar andere mogelijkheden. Zo was er zelfs even sprake van een terugkeer naar de Eredivisie. Nadat Villarreal onder leiding van Molina ook nog eens was gedegradeerd naar de Segunda División, was de maat helemaal vol voor De Guzman en begon hij uit te kijken naar andere clubs. Op 10 juli 2012 werd bekend dat De Guzman een jaar lang verhuurd zou worden aan Swansea City.

### Swansea City
De Guzman maakte zijn debuut voor Swansea in de uitwedstrijd tegen Queens Park Rangers, die met 5–0 gewonnen werd. Zijn eerste doelpunt voor Swansea maakte hij tijdens de 3–1 Football League Cup overwinning op Anfield tegen Liverpool. Zijn eerste doelpunt in de Premier League maakte hij in de uitwedstrijd tegen Newcastle United. Dit doelpunt was doorslaggevend in de 2–1-overwinning van Swansea. Tijdens de gewonnen finale van de League Cup 2013, waarin Swansea met 0–5 te sterk was voor Bradford City, maakte De Guzman de laatste twee doelpunten.

### SSC Napoli
De Guzman tekende in augustus 2014 een vierjarig contract bij SSC Napoli, dat circa €7.500.000,- voor hem betaalde aan Villarreal.

### Eintracht Frankfurt
In de zomer van 2017 ging De Guzmán zijn geluk beproeven in de Bundesliga. De middenvelder met Canadese roots tekende voor drie jaar bij Eintracht Frankfurt. Op 20 augustus 2017 begon hij de in de basis tegen SC Freiburg, waardoor hij de eerste Nederlander ooit werd die in de grootste vier competities van Europa had gespeeld (en gescoord), zijnde de Premier League, de Serie A, de Primera División en de Bundesliga.
De Guzmán maakte deel uit van de ploeg van Eintracht Frankfurt, die op 19 mei 2018 de DFB-Pokal won door in de finale Bayern München met 3–1 te verslaan. Het was de eerste grote prijs voor de club in dertig jaar. Medio 2020 liep zijn contract af.

### OFI Kreta
De Guzmán tekende op 17 oktober 2020 een contract bij de Griekse club OFI Kreta, waar hij transfervrij overkwam.

### Sparta
De Guzmán tekende op 22 juli 2022 een contract bij de Nederlandse club Sparta.

## Clubstatistieken
| Seizoen         | Club                | Competitie       | Competitie | Competitie | Beker | Beker | Internationaal | Internationaal | Overig | Overig | Totaal | Totaal |
| Seizoen         | Club                | Competitie       | Wed.       | Dlp.       | Wed.  | Dlp.  | Wed.           | Dlp.           | Wed.   | Dlp.   | Wed.   | Dlp.   |
| --------------- | ------------------- | ---------------- | ---------- | ---------- | ----- | ----- | -------------- | -------------- | ------ | ------ | ------ | ------ |
| 2005/06         | Feyenoord           | Eredivisie       | 29         | 4          | 1     | 0     | 0              | 0              | 2      | 0      | 32     | 4      |
| 2006/07         | Feyenoord           | Eredivisie       | 32         | 7          | 0     | 0     | 1              | 0              | 6      | 1      | 39     | 8      |
| 2007/08         | Feyenoord           | Eredivisie       | 33         | 9          | 6     | 2     | 0              | 0              | 0      | 0      | 39     | 11     |
| 2008/09         | Feyenoord           | Eredivisie       | 2          | 0          | 1     | 0     | 1              | 0              | 0      | 0      | 4      | 0      |
| 2009/10         | Feyenoord           | Eredivisie       | 13         | 3          | 2     | 0     | 0              | 0              | 0      | 0      | 15     | 3      |
| 2010/11         | Real Mallorca       | Primera División | 33         | 5          | 3     | 1     | 0              | 0              | 0      | 0      | 36     | 6      |
| 2011/12         | Real Mallorca       | Primera División | 1          | 0          | 0     | 0     | 0              | 0              | 0      | 0      | 1      | 0      |
| 2011/12         | Villarreal          | Primera División | 19         | 0          | 1     | 0     | 6              | 1              | 0      | 0      | 26     | 1      |
| 2012/13         | → Swansea City      | Premier League   | 37         | 5          | 8     | 3     | 0              | 0              | 0      | 0      | 45     | 8      |
| 2013/14         | → Swansea City      | Premier League   | 34         | 4          | 3     | 1     | 11             | 2              | 0      | 0      | 48     | 7      |
| 2014/15         | Napoli              | Serie A          | 23         | 3          | 4     | 0     | 8              | 4              | 1      | 0      | 36     | 7      |
| 2015/16         | → Carpi             | Serie A          | 5          | 1          | 0     | 0     | 0              | 0              | 0      | 0      | 5      | 1      |
| 2016/17         | → Chievo Verona     | Serie A          | 27         | 2          | 2     | 0     | 0              | 0              | 0      | 0      | 29     | 2      |
| 2017/18         | Eintracht Frankfurt | Bundesliga       | 16         | 0          | 3     | 0     | 0              | 0              | 0      | 0      | 19     | 0      |
| 2018/19         | Eintracht Frankfurt | Bundesliga       | 28         | 3          | 1     | 0     | 9              | 0              | 1      | 0      | 39     | 3      |
| 2019/20         | Eintracht Frankfurt | Bundesliga       | 8          | 0          | 0     | 0     | 2              | 1              | 0      | 0      | 10     | 1      |
| 2020/21         | OFI Kreta           | Super League     | 13         | 2          | 0     | 0     | 0              | 0              | 4      | 3      | 17     | 5      |
| 2021/22         | OFI Kreta           | Super League     | 19         | 0          | 2     | 0     | 0              | 0              | 4      | 0      | 25     | 0      |
| 2022/23         | Sparta Rotterdam    | Eredivisie       | 21         | 2          | 0     | 0     | 0              | 0              | 3      | 0      | 24     | 2      |
| 2023/24         | Sparta Rotterdam    | Eredivisie       | 26         | 1          | 1     | 0     | 0              | 0              | 0      | 0      | 27     | 1      |
| 2024/25         | Sparta Rotterdam    | Eredivisie       | 1          | 0          | 0     | 0     | 0              | 0              | 0      | 0      | 1      | 0      |
| Carrière totaal | Carrière totaal     | Carrière totaal  | 420        | 51         | 39    | 7     | 38             | 8              | 21     | 4      | 517    | 70     |

Bijgewerkt op 11 januari 2025.

## Interlands
Canada onder 20
Hoewel de Guzman zijn jeugdopleiding in Nederland genoot, bleef de Canadese voetbalbond het jonge talent volgen. Nadat De Guzman bij de Nederlandse A-jeugd uitverkozen werd tot grootste talent en topschutter, kreeg de jonge speler een uitnodiging voor het Canadees voetbalelftal onder 20. Hoewel De Guzman wel meetrainde, speelde hij geen jeugdinterlands voor Canada. De Guzman sprak uit nog geen keuze te maken tussen Nederland en Canada.
Op 6 januari 2007 maakte Johan Derksen in Voetbal Insite bekend dat Jonathan de Guzman, na lang twijfelen tussen Canada en Nederland, de keuze had gemaakt voor het Nederlands elftal. Dit was echter niet bevestigd. Op 31 januari 2008 bevestigde Feyenoord dat Jonathan was genaturaliseerd tot Nederlander. De Canadese voetbalbond was teleurgesteld, vooral omdat na Owen Hargreaves wederom een voetbaltalent voor Canada verloren ging. Door deze keuze zou Jonathan nooit met zijn broer, Julian de Guzman, in het nationaal elftal spelen.
Nederland onder 21
Eind maart 2008 werd De Guzman geselecteerd voor Jong Oranje. Tijdens zijn interlanddebuut tegen Jong-Estland stond hij direct in de basis bij Jong Oranje en wist gelijk twee doelpunten te maken. In de 50ste minuut maakte hij de 1–0 op aangeven van Ismaïl Aissati. En in de laatste minuut van de extra tijd (92e minuut) scoort hij uit een vrije trap.
Nederland
Vlak nadat De Guzman de keuze had gemaakt om Nederlander te worden, werd hij door de bondscoach Marco van Basten opgeroepen voor de volgende interland. De Guzman zat, tot zijn eigen verrassing, in de voorselectie van Oranje voor de interland eind maart 2008 in en tegen Oostenrijk. Uiteindelijk viel hij hiervoor af, om zijn debuut te maken bij het Nederlands voetbalelftal onder 21.
Op 23 januari 2013 werd bekend dat De Guzman door bondscoach Louis van Gaal werd opgenomen in de voorselectie van het Nederlands elftal voor de oefeninterland tegen Italië. Op 1 februari werd vervolgens bekend dat hij definitief bij de selectie zal zitten voor deze oefenwedstrijd. Vijf dagen later speelde hij ook daadwerkelijk zijn eerste interland; na de rust verving hij Feyenoorder Jordy Clasie en speelde zo de gehele tweede helft mee. Een dag voordat hij zijn vijfde interland zou spelen, op 14 augustus tegen Portugal, liep hij een lichte hersenschudding op na een botsing met Dirk Kuyt tijdens de training in Faro. De Guzman speelde tot op dat moment in 2014 nog geen interland, maar werd op 13 mei wel opgenomen door Van Gaal in de voorselectie van Nederland voor het wereldkampioenschap voetbal 2014 in Brazilië. Hij behoorde ook tot de definitieve WK-selectie. Op het WK speelde hij de twee poulewedstrijden tegen Spanje en Australië en de troostfinale tegen gastland Brazilië.
| Interlands van Jonathan de Guzman voor Nederland | Interlands van Jonathan de Guzman voor Nederland | Interlands van Jonathan de Guzman voor Nederland | Interlands van Jonathan de Guzman voor Nederland | Interlands van Jonathan de Guzman voor Nederland | Interlands van Jonathan de Guzman voor Nederland |
| №                                                | Datum                                            | Wedstrijd                                        | Uitslag                                          | Competitie                                       | Doelpunten                                       |
| Als speler bij Swansea City AFC                  | Als speler bij Swansea City AFC                  | Als speler bij Swansea City AFC                  | Als speler bij Swansea City AFC                  | Als speler bij Swansea City AFC                  | Als speler bij Swansea City AFC                  |
| ------------------------------------------------ | ------------------------------------------------ | ------------------------------------------------ | ------------------------------------------------ | ------------------------------------------------ | ------------------------------------------------ |
| 1                                                | 6 februari 2013                                  | Nederland – Italië                               | 1 – 1                                            | Vriendschappelijk                                | 0                                                |
| 2                                                | 22 maart 2013                                    | Nederland – Estland                              | 3 – 0                                            | Kwalificatie WK 2014                             | 0                                                |
| 3                                                | 26 maart 2013                                    | Nederland – Roemenië                             | 4 – 0                                            | Kwalificatie WK 2014                             | 0                                                |
| 4                                                | 7 juni 2013                                      | Indonesië – Nederland                            | 0 – 3                                            | Vriendschappelijk                                | 0                                                |
| 5                                                | 11 juni 2013                                     | China – Nederland                                | 0 – 2                                            | Vriendschappelijk                                | 0                                                |
| 6                                                | 6 september 2013                                 | Estland – Nederland                              | 2 – 2                                            | WK-kwalificatie                                  | 0                                                |
| 7                                                | 16 november 2013                                 | Japan – Nederland                                | 2 – 2                                            | Vriendschappelijk                                | 0                                                |
| 8                                                | 19 november 2013                                 | Nederland – Colombia                             | 0 – 0                                            | Vriendschappelijk                                | 0                                                |
| 9                                                | 17 mei 2014                                      | Nederland – Ecuador                              | 1 – 1                                            | Vriendschappelijk                                | 0                                                |
| 10                                               | 31 mei 2014                                      | Nederland – Ghana                                | 1 – 0                                            | Vriendschappelijk                                | 0                                                |
| 11                                               | 13 juni 2014                                     | Spanje – Nederland                               | 1 – 5                                            | WK 2014                                          | 0                                                |
| 12                                               | 18 juni 2014                                     | Australië – Nederland                            | 2 – 3                                            | WK 2014                                          | 0                                                |
| 13                                               | 12 juli 2014                                     | Brazilië – Nederland                             | 0 – 3                                            | WK 2014                                          | 0                                                |
| 14                                               | 31 maart 2015                                    | Nederland – Spanje                               | 2 – 0                                            | Vriendschappelijk                                | 0                                                |

## Erelijst
| Competitie          |           |           |           |           |
| Competitie          | Aantal    | Jaren     |           |           |
| Feyenoord           | Feyenoord | Feyenoord | Feyenoord | Feyenoord |
| ------------------- | --------- | --------- | --------- | --------- |
| KNVB beker          | 1x        | 2007/08   |           |           |
| Swansea City        |           |           |           |           |
| League Cup          | 1x        | 2012/13   |           |           |
| Napoli              |           |           |           |           |
| Supercoppa          | 1x        | 2014      |           |           |
| Eintracht Frankfurt |           |           |           |           |
| DFB-Pokal           | 1x        | 2017/18   |           |           |

| Competitie                  | Winnaar   | Winnaar   | Runner-up | Runner-up | Derde     | Derde     |
| Competitie                  | Aantal    | Jaren     | Aantal    | Jaren     | Aantal    | Jaren     |
| Nederland                   | Nederland | Nederland | Nederland | Nederland | Nederland | Nederland |
| --------------------------- | --------- | --------- | --------- | --------- | --------- | --------- |
| Wereldkampioenschap voetbal |           |           |           |           | 1x        | 2014      |